# Pitta concinna
Pitta concinna — вид горобцеподібних птахів родини пітових (Pittidae).

## Поширення
Ендемік Індонезії. Поширений на островах Ломбок, Сумбава, Флорес, Адонара, Ломблен та Алор. Його природним середовищем існування є субтропічний або тропічний вологий рівнинний ліс.